# Just Andersen

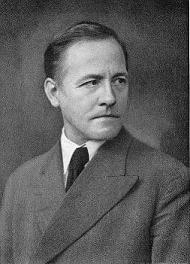
Just Andersen

Just Andersen (* 13. Juli 1884 in Godhavn, Grönland; † 11. Dezember 1943 in Glostrup, Dänemark) war ein dänischer Bildhauer und Silberschmied.

## Leben

### Familie
Andersens Eltern waren Martha Elisabeth Ingeborg Carlsen und Niels Alfred Andersen. Sein Vater war Inspektor und Schichtleiter in Nordgrönland, wo Just Andersen die ersten zehn Jahre seines Lebens verbrachte. 1894 übersiedelte er mit seiner Familie nach Dänemark, wo sein Vater 1900 verstarb. In Søllerø heiratete er am 5. Oktober 1915 Alba Mathilde Lykke (* 13. April 1882 in Kopenhagen; † 28. Dezember 1953 in Gentofte), die als Ziseliererin für Mogens Ballin und später für seinen Freund Georg Arthur Jensen arbeitete. 1935 trennte er sich von Alba. 1938 heiratete Andersen erneut, diesmal die Innenarchitektin Esther Nielsine Jakobine Petersen (* 14. November 1891 in Ebeltoft, † 28. September 1973 in Kopenhagen).

### Werk

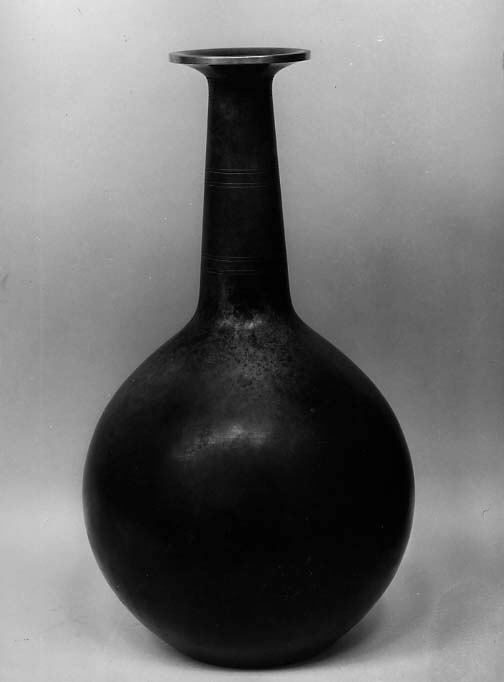
Bronzevase aus den 1930er-Jahren, Metropolitan Museum of Art

Bei Hans Christian Lamberg Petersen erhielt Andersen eine dreijährige Ausbildung zum Ornamentbildhauer. 1910 studierte er an der Königlich Dänischen Kunstakademie. 1912 folgte ein Studium bei Jens Møller-Jensen an der Schule für Kunst und Handwerk (heute Dänische Designschule) in Kopenhagen.
In seinen frühen Jahren machte Andersen Entwürfe für den Silberschmied Georg Arthur Jensen, den Juwelier Anton Michelsen und den Goldschmied Peter Hertz. Nach seiner dreijährigen Arbeit an einem Altar in der Kopenhagener Sakramentskirche unter der Leitung von Mogens Ballin eröffnete er 1918 die Firma Just Andersen Zinn, wo er neben Gold- und Silberschmuck auch im neoklassischen skandinavischen Design gehaltene Artikel wie Kerzenständer, Vasen, Kronleuchter, Wandleuchten, Tischlampen oder Skulpturen aus Zinn, Messing, Kupfer, Bronze und Disko herstellte. Stilistisch gehörten seine Werke zur Art-déco-Bewegung. Das nach anschließender Oberflächenbehandlung der Bronze ähnliche, aber kostengünstigere Disko-Metall ist eine von Andersen erfundene Legierung aus Blei und Antimon und nach der grönländischen Diskobucht benannt, an der er aufgewachsen war.
1929 wandelte er seine Firma in eine Aktiengesellschaft um. 1934 entwarf Andersen ein Besteck für Jensen. Neben seinen Metallarbeiten stellte Andersen auch Keramikartikel und Keramikskulpturen her.  Ab 1940 schuf er eine Reihe von Statuetten aus Nexø-Sandstein und Zement.
Nach seinem Tod 1943 führte Andersens Witwe die Werkstatt zusammen mit der künstlerischen Leiterin Ellen Schlanbusch (* 1902, † 2005) weiter. Das Unternehmen schloss nach dem Tod der Witwe im Jahr 1973.

## Stipendien
- Heinrich Hirschsprung 1920
- Diplome d’Honneur, Rio de Janeiro 1923
- Paris 1925
- Grand Prix Barcelona 1929
- Bruxelles 1935
- Paris 1937

## Ausstellungen
Andersen unterhielt eigene Ausstellungsräume in Berlin, London, New York und Los Angeles. Seine Arbeiten wurden auf folgenden Ausstellungen gezeigt:
- Charl. Forår 1911 (Debüt als Maler), 1914, 1916–1920, 1924
- Kunstnernes Efterårsudstilling 1914, 1916–1917
- Berlin 1914
- Liljevalchs konsthall, Stockholm  1918
- Weltausstellungen, ab 1918
- Soransk Kunst, Sorø 1936
- Einzelausstellung Designmuseum Danmark, Kopenhagen 1930
- Das Kunstmuseum in Vejen zeigt drei von Andersens Statuetten; Fuglunge, Havmand og havfrue (1941) und Kvinde med krukke.[1]
- Die Galleri B in Roskilde zeigt in einer Dauerausstellung Exponate von Just Andersen.[2]